# Villecresnes

Położenie Villecresnes w ramach aglomeracji paryskiej

Villecresnes – miejscowość i gmina we Francji, w regionie Île-de-France, w departamencie Dolina Marny.
Według danych na rok 2007 gminę zamieszkiwało 9295 osób, a gęstość zaludnienia wynosiła 1 653,9osób/km² (wśród 1287 gmin regionu Île-de-France Villecresnes plasuje się na 265. miejscu pod względem liczby ludności, natomiast pod względem powierzchni na miejscu 635.).